# Boulogne Sur Mer
Boulogne Sur Mer è un comune dell'Argentina, situato nella provincia di Buenos Aires. La città prende il nome dal porto francese di Boulogne-sur-Mer, dove il generale José de San Martín morì nel 1850.